# Fox Interactive
 (octobre 2019).
Si vous disposez d'ouvrages ou d'articles de référence ou si vous connaissez des sites web de qualité traitant du thème abordé ici, merci de compléter l'article en donnant les références utiles à sa vérifiabilité et en les liant à la section « Notes et références ».
Fox Interactive était un studio de développement et d'édition de jeu vidéo fondé en 1982. En 2006, Fox Interactive a fermé ses portes. Tous les jeux qui sont sortis après la fermeture de Fox Interactive seront édités ou développés par 20th Century Fox Television.[réf. nécessaire]
Le studio est principalement en rapport avec les jeux basés sur les licences de 20th Century Fox, par exemple ceux sur Les Simpson, Futurama, Les Griffin, Alien, Predator, Buffy contre les vampires, Avatar, L'Âge de glace, Die Hard et Chair de poule.
Le studio a aussi été l'éditeur œuvres originales comme Croc: Legend of the Gobbos et No One Lives Forever.